# Zaberezki
Zaberezki (ukr. Заберізки, Zaberizky) – wieś na Ukrainie, w obwodzie tarnopolskim, w rejonie tarnopolskim. W 2001 roku liczyła 110 mieszkańców.